# Gennadi Denisov
Gennadi Denisov (Russisch:  Геннадий Александрович Красницкий) (Sirdarjo, 20 augustus 1960) is een voormalig Oezbeeks voetballer en trainer, die een gedeelte van zijn carrière ook uitkwam voor de Sovjet-Unie. Zijn zoon Vitali Denisov is ook een profvoetballer. Geen enkele andere speler speelde meer wedstrijden voor Pachtakor Tasjkent dan Denisov.

## Biografie
Hij begon zijn carrière bij een kleinere club en maakte in 1978 de overstap naar Pachtakor Tasjkent, de enige Oezbeekse club die ooit in de hoogste klasse van de Sovjetcompetitie speelde. Hier bleef hij met uitzondering van een korte periode bij CSKA Moskou tot 1991. Samen met zijn teammaats Choren Oganesjan, Mirjalol Qosimov, Igor Sjkvyrin en Andrej Pjatniski leidde hij het team in 1990 terug naar de hoogste klasse. In 1992 ging hij voor het Russische Spartak Vladikavkaz spelen, waarmee hij ook de UEFA Cup speelde. In 1995 keerde hij terug naar Oezbekistan en ging voor Navbahor Namangan spelen, waarmee hij in 1996 de landstitel veroverde. 
Hij speelde ook vijf keer voor het nationale elftal. Na zijn spelerscarrière werd hij trainer.